# Max Morlock
Max Morlock (Nürnberg, 1925. május 11. – Nürnberg, 1994. szeptember 10.) nyugatnémet válogatott világbajnok német labdarúgó, csatár.

## Pályafutása

### Klubcsapatban
Az Eintracht Nürnberg csapatában kezdte a labdarúgást. 1940 és 1964 között az 1. FC Nürnberg játékosa volt. 1941. november 30-án mutatkozott be az első csapatban. Meghatározó játékosa volt az 1948-as és az 1961-es bajnokcsapatnak és az 1962-es kupagyőztes együttesnek. Összesen több mint 900 mérkőzésen lépett pályára és kb. 700 gólt szerzett. Az 1950-es és az 1960-as évek egyik legnépszerűbb német labdarúgója volt.

### A válogatottban
1950 és 1958 között 26 alkalommal szerepelt a nyugatnémet válogatottban és 21 gólt szerzett. Első válogatott mérkőzésén a sérült Fritz Waltert helyettesítette. Tagja volt az 1954-es világbajnok csapatnak. A döntőben ő szerezte a nyugatnémet csapat első gólját 2–0-s magyar vezetésnél. 1958 decemberében Egyiptom ellen szerepelt utoljára a válogatottban.

## Sikerei, díjai
NSZK
- Világbajnokság
  - világbajnok: 1954, Svájc

 1. FC Nürnberg
- Nyugatnémet bajnokság
  - bajnok: 1948, 1961
- Nyugatnémet kupa (DFB Pokal)
  - győztes: 1962
- Az év német labdarúgója: 1961

## Emlékezete
Nem sokkal halála után 1995-ben az 1. FC Nürnberg stadionja előtti teret Max-Morlock-Platz-ra nevezték át a tiszteletére. A Frankenstadion postai címe így Max-Morlock-Platz 1 lett. 2006-ban a szurkolók többsége arra szavazott, hogy a Frankenstadion a "Max-Morlock-Stadion" nevet viselje, de nürnbergi városvezetés végül egy helyi bank szponzorálását elfogadva az "EasyCredit-Stadion" nevet választotta.